# 弗朗克维尔 (厄尔省)
弗朗克维尔（法語：Franqueville，法語發音：[fʁɑ̃kvil]）是法国厄尔省的一个市镇，位于该省西部偏北，属于贝尔奈区。

## 地理
弗朗克维尔（49°10'30"N, 0°41'24"E）面积3.03 平方千米，位于法国诺曼底大区厄尔省，该省份为法国北部内陆省份，北起滨海塞纳省，西接奧恩省和卡爾瓦多斯省，南至厄尔-卢瓦省，东临瓦兹省、瓦兹河谷省和伊夫林省。
与弗朗克维尔接壤的市镇（或旧市镇、城区）包括：阿克卢、布瓦内、布里奥讷、埃克芒维尔。

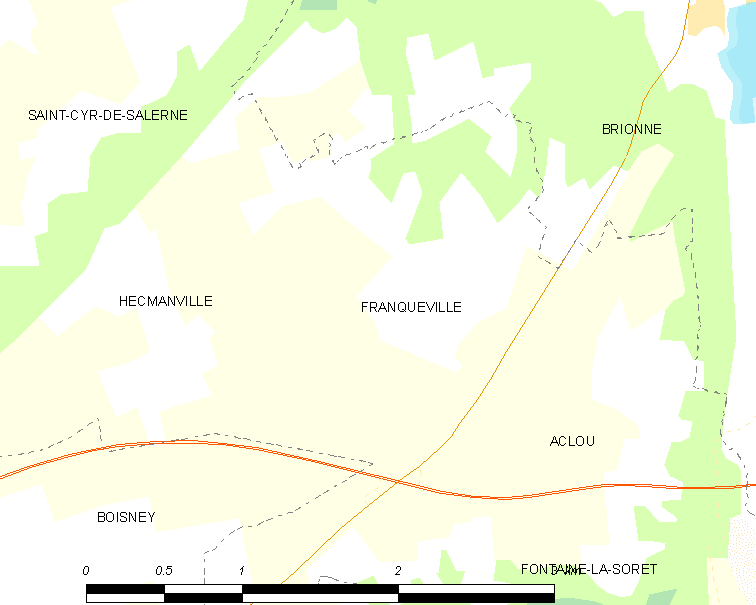
的OSM定位图

弗朗克维尔的时区为UTC+01:00、UTC+02:00（夏令时）。

## 行政
弗朗克维尔的邮政编码为27800，INSEE市镇编码为27266。

## 政治
弗朗克维尔所属的省级选区为布里奥讷县。

## 人口

1962-2008年间人口变化图示

弗朗克维尔于2022年1月1日时的人口数量为304人。